# Ференцварош (район)
Ференцварош (угор. Ferencváros) — історичний район Будапешта. Розташований на південь від Бельвароша, історичного центру Пешта. З погляду адміністративного поділу міста займає 9 район Будапешта (угор. Budapest IX. kerülete).
Ференцварош має форму неправильної трапеції, що розширюється на південний схід. Район обмежений з північного заходу Митним бульваром (угор. Vámház körút), який є частиною півкільця Малих бульварів (угор. Kiskörút) і яким проходить кордон з Бельварошем; проспектом Юллеї (угор. Üllői út) з північного сходу; проспектом Хатар (угор. Határ út) з південного сходу та набережної Дунаю з південного заходу.

## Історія
Район названий на честь імператора Франца II, після його коронації 4 грудня 1792 року короною святого Іштвана (у перекладі означає «місто Франца»). Інтенсивна забудова району розпочалася наприкінці XVIII століття.
На початку XIX століття район, розташований на низькому та плоскому лівому березі Дунаю, неодноразово страждав від повеней. Наприкінці ХІХ століття у Ференцвароші було побудовано кілька індустріальних підприємств і Центральний ринок.
Мешканцями району в 1899 році був заснований футбольний клуб «Ференцварош», який є найпопулярнішим клубом Угорщини.

## Населення
Чисельність населення Ференцвароша — 63 697 осіб (2012). 93,1 % населення — угорці, на другому місці йдуть цигани — 1,7 %. Переважна релігія — католицизм (47,7 %, з яких 1,8 % - греко-католики); протестанти становлять 16,1 % населення. 33,9 % жителів не релігійні або не дали відповіді на питання про віросповідання.

## Пам'ятки та важливі об'єкти
- Національний театр Національний театр
- Центральний ринок
- Палац мистецтв
- Музей прикладного мистецтва
- Університет Корвіна
- Музей Унікума
- Кальвінська церква

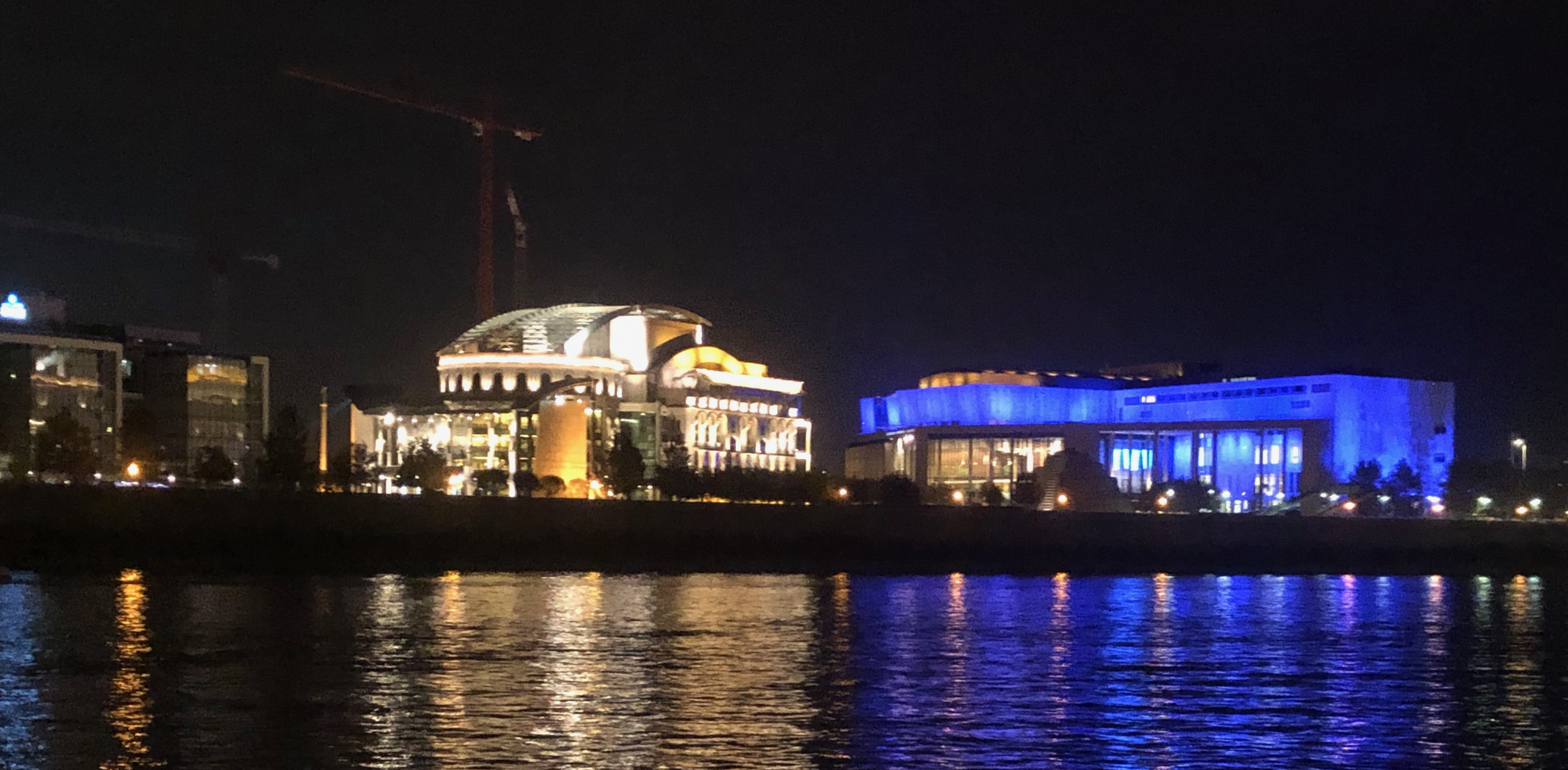
Національний театр

- Парафіяльна церква св. Франциска Ассізького.
- Вулиця Радай (Ráday utca) — частково пішохідна вулиця з безліччю кафе, ресторанів, галерей та розважальних закладів.
- Групама Арена — домашній стадіон клубу «Ференцварош».
- Залізнична станція Ференцварош — найбільший залізничний вантажний вузол міста.

## Галерея

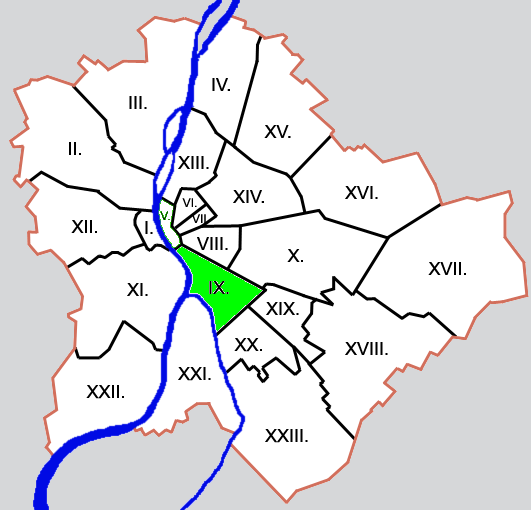
Територія району на мапі міста.
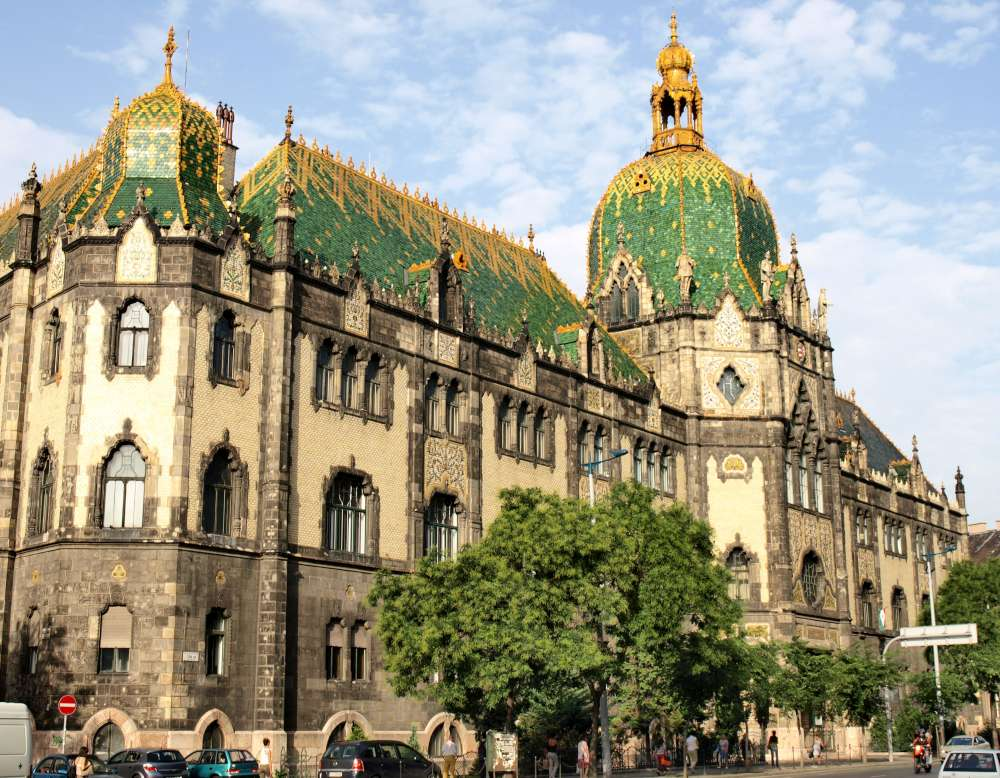
Музей прикладного мистецтва
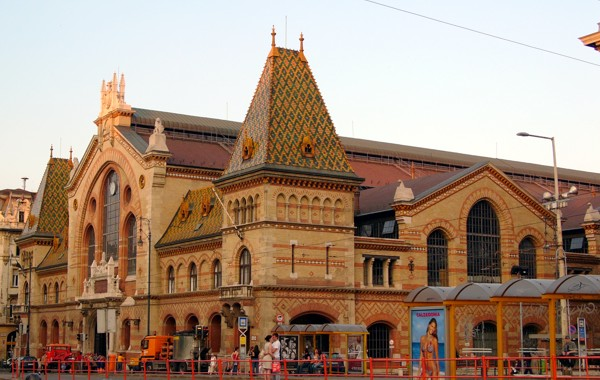
Центральний ринок
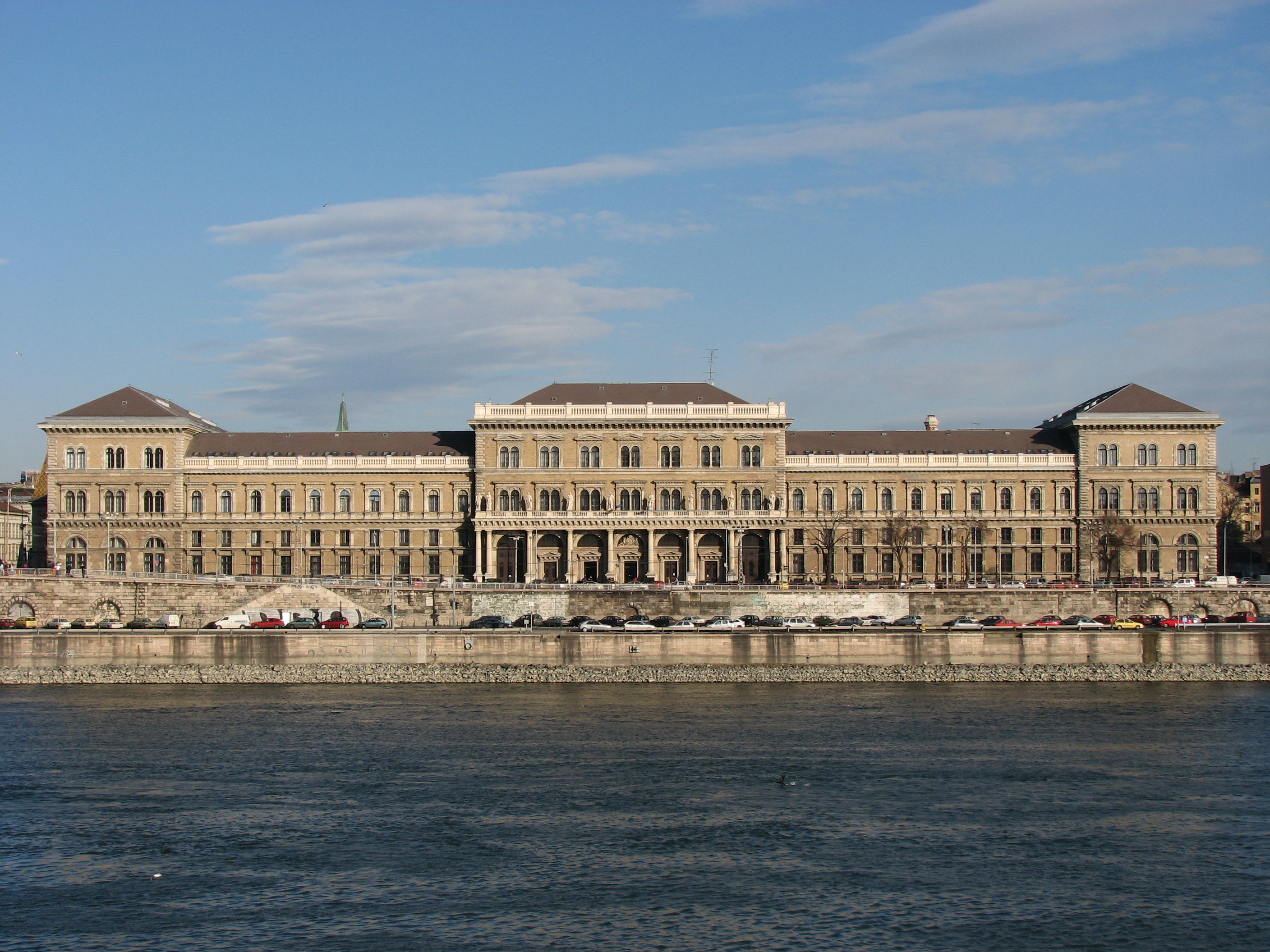
Університет Корвіна